# 沒有季節的小墟
《沒有季節的小墟》（日语：季節のない街，或譯作《沒有季節的城市》）乃日本小說家山本周五郎於1962年4月1日至10月1日間連載於《朝日新聞》的小說，現收錄在新潮文庫中。

## 改編作品

### 電影
- 《電車狂（日语：どですかでん）》：1970年10月31日上映，導演：黑澤明、演員：頭師佳孝（日语：頭師佳孝）。

### 電視劇
- 《丹波先生（たんばさん）》：NET（今朝日電視台）名作劇場，1963年，演員：森繁久彌（日语：森繁久彌）、西村晃（日语：西村晃）。
- 《沒有季節的小墟》：富士電視台夏普月曜劇場，1963年，演員：多多良純（日语：多々良純）、日高澄子（日语：日高澄子）、菅井欣（日语：菅井きん）。

### 網路劇
- 《沒有季節的城市》：Disney+，2023年，導演：宮藤官九郎，演員：池松壯亮、仲野太賀、渡邊大知

### 舞台劇
- 《沒有季節的小墟》：手織座劇團，2001年-2004年。

## 外部連結
- （日語）季節のない街 （页面存档备份，存于）